# Pauluskerk (Tilburg)
De Pauluskerk is een protestantse kerk in Tilburg, ingewijd in 1823. Zij staat op het adres Heuvelstraat 141. De Pauluskerk is geklasseerd als Rijksmonument.

## Geschiedenis
De hervormde gemeente in Tilburg dateert in principe van 1629 en het ontstaan ervan wordt gemarkeerd door de val van 's-Hertogenbosch. De hervormde dominee Portenius uit het nabijgelegen, tot Holland behorende 's-Gravenmoer trachtte tevergeefs een dienst te houden in de Heikese kerk. Hij vond de deur gesloten. In 1633 gelukte het de dominee Petrus Arleboutius, met behulp van de hoogschout en 200 ruiters, alsnog een dienst te houden en te preken voor een klein aantal protestanten. In de daaropvolgende jaren (de zogenaamde retorsieperiode) bleef de situatie onduidelijk, maar in 1648 kwam de kerk definitief in handen van de Hervormden. Het bestuur moest in het Generaliteitsland door protestanten worden uitgeoefend en zo kwamen er mensen uit het noorden om deze taken uit te voeren. In 1651 kon een eigen kerkenraad worden ingesteld en in 1675 waren er 60 hervormden in Tilburg, een aantal dat toenam tot ongeveer 200 tegen het einde van de 18e eeuw. Er woonden toen ongeveer 9000 katholieken.
In 1765 werd door de hervormden een orgel geplaatst, vervaardigd door Johann Heinrich Bätz. Zij waren echter met te weinigen om de kerk naar behoren te kunnen onderhouden. Toen na 1796 de katholieken de kerk terug zouden kunnen krijgen moest er voor de hervormden een andere oplossing worden gevonden. Zij kregen subsidie voor een nieuwe kerk, de huidige Pauluskerk die op 4 mei 1823 werd ingewijd. Het werd een achtkante neoclassicistische zaalkerk. Het orgel en de preekstoel werden naar deze nieuwe kerk overgebracht en koning Willem I kwam de kerk al na een maand bezoeken. Koning Willem II kerkte er wanneer hij in Tilburg verbleef; er werden hiertoe speciale banken aangebracht. Toen hij stierf schonk zijn weduwe, Anna Paulowna, een zilveren avondmaalschotel en -borden.
Reeds in 1870 tekende zich een splitsing af, waaruit de Tilburgse Gereformeerden zouden voortkomen. Zij betrokken omstreeks 1894 een kerkgebouw aan de Lange Nieuwstraat. Er kwamen steeds meer protestanten, door de komst van werkplaatsen van de Nederlandse Spoorwegen en door de komst van militairen. De verzuiling kreeg vorm in het begin van de 20e eeuw, toen er in Tilburg protestants onderwijs en protestants verenigingsleven op gang kwam. In 1910 werd ook de hervormde Immanuelkerk gebouwd. Hier kerkte aanvankelijk vooral de confessionele stroming, terwijl in de Pauluskerk de meer vrijzinnigen bijeenkwamen. Later groeiden beide stromingen naar elkaar toe, terwijl in 1981 de samenwerking met de Gereformeerden duidelijke vormen aannam, die in 1965 de Opstandingskerk gebouwd hadden, een moderne kerk die ontworpen was door L.F.M. van der Plas. In 1990 werd deze een hervormd-gereformeerde kerk.
In 2004 werd de Pauluskerk gerestaureerd en ook geschikt gemaakt voor bedrijfspresentaties en dergelijke. Per 1 januari 2010 verkocht de Protestante Gemeente te Tilburg en omgeving de Pauluskerk aan de  Stichting Pauluskerk G.K.I.N.. De Gereja Kristen Indonesia Nederland, de Indonesisch-Nederlands Christelijke Kerk, beheert het gebouw. De GKIN, regio Tilburg houdt elke zondag een Indonesisch-Nederlandse kerkdienst in de Pauluskerk. Daarnaast verhuurt de stichting het kerkgebouw voor evenementen, bedrijfspresentaties, etc.